# Burgstall Katzenmoos
Der Burgstall Katzenmoos ist eine abgegangene Burg im zur Gemarkung Katzenmoos gehörenden Ort Unterspitzenbach der Stadt Elzach im Landkreis Emmendingen in Baden-Württemberg. 1816 sollen hier noch „Spuren eines alten Burgstalls“ sichtbar gewesen sein. Von der ehemaligen Burganlage, die vermutlich im Besitz der Herren von Spitzenbach war, ist nichts erhalten.
Im Flurbereich „Wachtbühl“ etwa 500 Meter südöstlich des Ortes Katzenmoos kann aufgrund des Flurnamens eine weitere Wehranlage vermutet werden, für die jedoch Nachweise fehlen.